# Bell Helicopter
Bell Helicopter je ameriški proizvajalec civilnih in vojaških helikopterjev in tiltrotorjev. Proizvodne obrate za vojaške helikopterje ima v okolici Fort Wortha in Amarilla v ZDA, komercialne helikopterje pa izdeluje  v Mirabelu v Kanadi. Bell Helicopter je podružnica od Textrona. 
Podjetje je bilo ustanovljeno 10. julija 1935 kot Bell Aircraft Corporation, ustanovitelj je bil Lawrence Dale Bell. Sprva je podjetje proizvajalo letala, nekaj let kasneje so začeli snovati prve helikopterje. 

## Produkti

### Komercialni helikopterji
- Bell 30
- Bell 47
  - Bell 47J Ranger
- Bell 204 – civilna verzija helikopterja UH-1
- Bell 205 – civilna verzija helikopterja UH-1
- Bell 206 - v proizvodnji
- Bell 210 – civilna verzija helikopterja UH-1H
- Bell 212
- Bell 214
- Bell 214ST
- Bell 222
- Bell 230
- Bell 400
- Bell 407 – v proizvodnji
- Bell 412 – v proizvodnji
- Bell 417 – model preklican leta 2007
- Bell 427
- Bell 429 GlobalRanger – v proizvodnji
- Bell 430
- Bell 525 Relentless – v razvoju
- Bell 505 Jet Ranger X – v razvoju (prej Bell SLS)
- Bell D-292

### Vojaški helikopterji
- Bell H-12
- Bell H-13 Sioux
  - Bell XH-13F
- Bell XH-15
- Bell HSL
- Bell UH-1 Iroquois (Huey)
- Bell UH-1N Twin Huey
- Bell YHO-4
- Bell 207 Sioux Scout - eksperimentalni jurišni helikopter
- Bell 533 - experimental Huey variant with increased performance
- Bell AH-1 Cobra
- Bell AH-1 SeaCobra/SuperCobra
- Bell 309 KingCobra
- YAH-63/Model 409 - preklicani jurišni helikopter
- Bell OH-58 Kiowa
  - Bell UH-1Y Venom
  - Bell AH-1Z Viper
- Bell CH-146 Griffon
- Bell ARH-70 Arapaho

### Tiltrotorji
- Bell XV-3
- Bell XV-15
- Bell V-280 Valor - v razvoju, prvi let predviden leta 2017
- Bell Boeing V-22 Osprey - partnerstvo z Boeing BDS
- TR918 Eagle Eye UAV
- Quad TiltRotor - skupaj z BDS

### Projekti z drugimi proizvajalci
- AgustaWestland AW139 helikopter - 50/50 partnerstvo z Agusto (zdaj 100% AgustaWestland)
- AgustaWestland AW609 tiltrotor 50/50 partnerstvo z Agusto (zdaj 100% AgustaWestland)
- Lockheed Martin VH-71 Kestrel